# ميربور خاص
ميربور خاص هي مدينة، في باكستان، تقع في السند، بلغ عدد سكانها 236,961 نسمة.